# آلبرت اولسون
آلبرت اولسون (سوئدی: Albert Olsson; ۲۸ نوامبر ۱۸۹۶ – ۲۰ اکتبر ۱۹۷۷) بازیکن فوتبال اهل سوئد بود.
وی همچنین در تیم ملی فوتبال سوئد بازی کرده‌است.